# Seznam měst v Německu podle počtu obyvatel

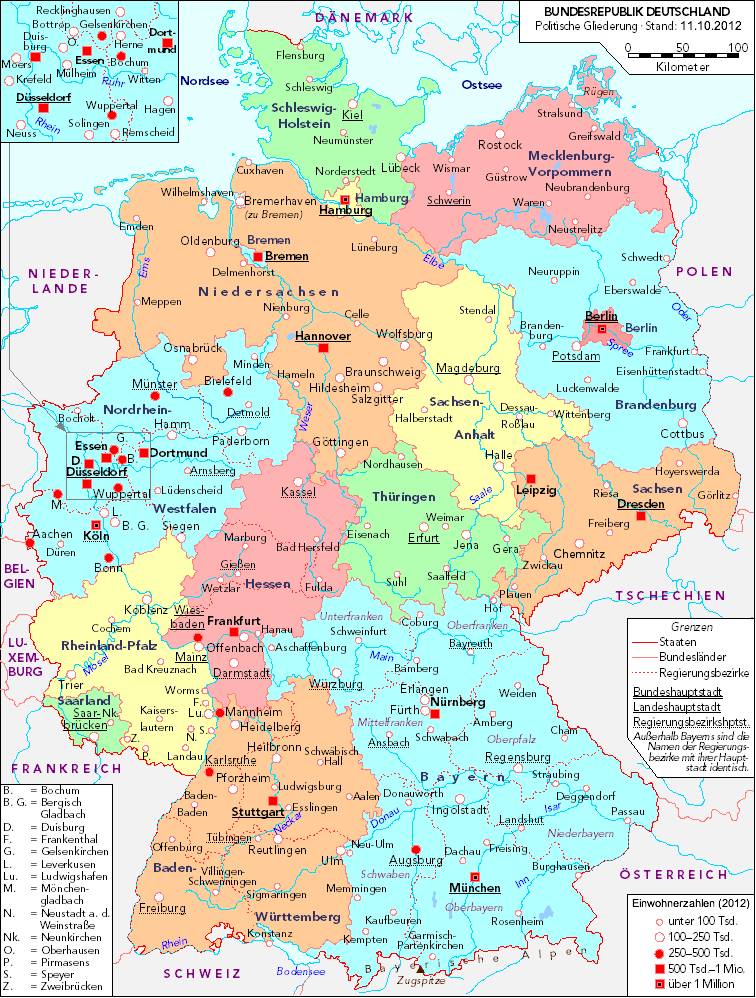
Obecná mapa Německa

Hustota zalidnění v roce 2022

Podle definice Spolkového ústavu pro výzkum stavebnictví, urbanismu a územního rozvoje je pod pojmem Großstadt (velké město) město s více než 100 tisíc obyvateli. Toto kritérium splňuje k roku 2021 celkem 80 měst v Německu, která jsou zde uvedena. Tento seznam se týká pouze počtu obyvatel jednotlivých obcí v jejich vymezených hranicích, což nezahrnuje další obce nebo příměstské oblasti v rámci městských aglomerací nebo metropolitních oblastí.

## Seznam
V následující tabulce je uvedeno 80 měst v Německu, z nichž každé má k 31. prosinci 2021 podle odhadu Spolkového statistického úřadu nejméně 100 tisíc obyvatel. Tučně je vyznačeno město, které je hlavním městem spolkové země, a kurzívou město, které je nejlidnatějším městem v dané spolkové zemi. Tabulka obsahuje následující informace:
1. Pořadí města podle počtu obyvatel k 31. prosinci 2021 podle odhadu Spolkového statistického úřadu Německa
2. Název města
3. Název spolkové země, ve kterém město leží[3]
4. Počet obyvatel města k 31. prosinci 2021 podle odhadu Spolkového statistického úřadu Německa[4]
5. Počet obyvatel města k 31. prosinci 2015 podle odhadu Spolkového statistického úřadu Německa[4]
6. Procentuální změna počtu obyvatel města od 31. prosince 2015 do 31. prosince 2021
7. Změna pořadí města podle počtu obyvatel od 31. prosince 2015 do 31. prosince 2021
8. Rozloha území města k 31. prosinci 2021
9. Hustota zalidnění města k 31. prosinci 2021 (počet obyvatel na jednotku plochy)
10. Souřadnice zeměpisné šířky a délky města.

Schwerin je jediné hlavní město spolkové země, které není v seznamu uvedeno.
| Pořadí 2021 | Město                 | Spolková země                     | Odhad 2021 | Odhad 2015 | Změna   | Změna pořadí | Rozloha 2021 | Hustota zalidnění 2021 | Poloha                           |
| ----------- | --------------------- | --------------------------------- | ---------- | ---------- | ------- | ------------ | ------------ | ---------------------- | -------------------------------- |
| 1           | Berlín                | Berlín                            | 3 677 472  | 3 520 031  | +4.47 % | ▬ 0          | 891,3 km²    | 4 126/km²              | 52°31′ s. š., 13°23′ v. d.       |
| 2           | Hamburk               | Svobodné a hanzovní město Hamburk | 1 906 411  | 1 787 408  | +6,66 % | ▬ 0          | 755,2 km²    | 2 524/km²              | 53°33′ s. š., 10° v. d.          |
| 3           | Mnichov               | Bavorsko                          | 1 487 708  | 1 450 381  | +2,57 % | ▬ 0          | 310,7 km²    | 4 788/km²              | 48°8′ s. š., 11°34′ v. d.        |
| 4           | Kolín nad Rýnem       | Severní Porýní-Vestfálsko         | 1 073 096  | 1 060 582  | +1,18 % | ▬ 0          | 405,15 km²   | 2 648/km²              | 50°56′ s. š., 6°57′ v. d.        |
| 5           | Frankfurt nad Mohanem | Hesensko                          | 759 224    | 732 688    | +3,62 % | ▬ 0          | 248,31 km²   | 3 057/km²              | 50°7′ s. š., 8°41′ v. d.         |
| 6           | Stuttgart             | Bádensko-Württembersko            | 626 275    | 623 738    | +0,41 % | ▬ 0          | 207,33 km²   | 3 020/km²              | 48°47′ s. š., 9°11′ v. d.        |
| 7           | Düsseldorf            | Severní Porýní-Vestfálsko         | 619 477    | 612 178    | +1,19 % | ▬ 0          | 217,41 km²   | 2 849/km²              | 51°14′ s. š., 6°47′ v. d.        |
| 8           | Lipsko                | Sasko                             | 601 866    | 560 472    | +7,39 % | ▲ 2          | 297,4 km²    | 2 024/km²              | 51°20′ s. š., 12°23′ v. d.       |
| 9           | Dortmund              | Severní Porýní-Vestfálsko         | 586 852    | 586 181    | +0,11 % | ▼ 1          | 280,71 km²   | 2 091/km²              | 51°31′ s. š., 7°28′ v. d.        |
| 10          | Essen                 | Severní Porýní-Vestfálsko         | 579 432    | 582 624    | -0,55 % | ▼ 1          | 210,34 km²   | 2 755/km²              | 51°27′ s. š., 7°1′ v. d.         |
| 11          | Brémy                 | Svobodné hanzovní město Brémy     | 563 290    | 557 464    | +1,05 % | ▬ 0          | 326,7 km²    | 1 724/km²              | 53°5′ s. š., 8°48′ v. d.         |
| 12          | Drážďany              | Sasko                             | 555 351    | 543 825    | +2,12 % | ▬ 0          | 328,8 km²    | 1 689/km²              | 51°2′ s. š., 13°44′ v. d.        |
| 13          | Hannover              | Dolní Sasko                       | 535 932    | 532,163    | +0,71 % | ▬ 0          | 204,0 km²    | 2 627/km²              | 52°22′ s. š., 9°43′ v. d.        |
| 14          | Norimberk             | Bavorsko                          | 510 632    | 509,975    | +0,13 % | ▬ 0          | 186,5 km²    | 2 739/km²              | 49°27′ s. š., 11°5′ v. d.        |
| 15          | Duisburg              | Severní Porýní-Vestfálsko         | 495 152    | 491 231    | +0,80 % | ▬ 0          | 232,8 km²    | 2 127/km²              | 51°26′ s. š., 6°46′ v. d.        |
| 16          | Bochum                | Severní Porýní-Vestfálsko         | 363 441    | 364 742    | -0,36 % | ▬ 0          | 145,4 km²    | 2 500/km²              | 51°29′ s. š., 7°13′ v. d.        |
| 17          | Wuppertal             | Severní Porýní-Vestfálsko         | 354 572    | 350 046    | +1,29 % | ▬ 0          | 168,4 km²    | 2 105/km²              | 51°16′ s. š., 7°11′ v. d.        |
| 18          | Bielefeld             | Severní Porýní-Vestfálsko         | 334 002    | 333 090    | +0,27 % | ▬ 0          | 257,8 km²    | 1 296/km²              | 52°1′ s. š., 8°32′ v. d.         |
| 19          | Bonn                  | Severní Porýní-Vestfálsko         | 331 885    | 318 809    | +4,10 % | ▬ 0          | 141,1 km²    | 2 353/km²              | 50°44′ s. š., 7°6′ v. d.         |
| 20          | Münster               | Severní Porýní-Vestfálsko         | 317 713    | 310 039    | +2,48 % | ▬ 0          | 302,9 km²    | 1 049/km²              | 51°58′ s. š., 7°38′ v. d.        |
| 21          | Mannheim              | Bádensko-Württembersko            | 311 831    | 305 780    | +1,98 % | ▲ 1          | 145,0 km²    | 2 151/km²              | 49°29′ s. š., 8°28′ v. d.        |
| 22          | Karlsruhe             | Bádensko-Württembersko            | 306 502    | 307 755    | -0,41 % | ▼ 1          | 173,5 km²    | 1 767/km²              | 49° s. š., 8°24′ v. d.           |
| 23          | Augsburg              | Bavorsko                          | 296 478    | 286 374    | +3,53 % | ▬ 0          | 146,8 km²    | 2 019/km²              | 48°22′ s. š., 10°54′ v. d.       |
| 24          | Wiesbaden             | Hesensko                          | 278 950    | 276 218    | +0,99 % | ▬ 0          | 203,9 km²    | 1 368/km²              | 50°5′ s. š., 8°14′ v. d.         |
| 25          | Mönchengladbach       | Severní Porýní-Vestfálsko         | 261 001    | 259 996    | +0,39 % | ▲ 1          | 170,4 km²    | 1 531/km²              | 51°12′ s. š., 6°26′ v. d.        |
| 26          | Gelsenkirchen         | Severní Porýní-Vestfálsko         | 260 126    | 260 368    | -0,09 % | ▼ 1          | 104,8 km²    | 2 481/km²              | 51°31′ s. š., 7°6′ v. d.         |
| 27          | Aachen                | Severní Porýní-Vestfálsko         | 249 070    | 245 885    | +1,30 % | ▲ 3          | 160,85 km²   | 1 548/km²              | 50°47′ s. š., 6°5′ v. d.         |
| 28          | Braunschweig          | Dolní Sasko                       | 248 823    | 251 364    | -1,01 % | ▼ 1          | 192,1 km²    | 1 295/km²              | 52°16′ s. š., 10°31′ v. d.       |
| 29          | Kiel                  | Šlesvicko-Holštýnsko              | 246 243    | 246 306    | -0,03 % | ▬ 0          | 118,6 km²    | 2 076/km²              | 54°20′ s. š., 10°8′ v. d.        |
| 30          | Chemnitz              | Sasko                             | 243 105    | 248 645    | -2,23 % | ▼ 2          | 220,85 km²   | 1 101/km²              | 50°50′ s. š., 12°55′ v. d.       |
| 31          | Halle (Saale)         | Sasko-Anhaltsko                   | 238 061    | 236 991    | +0,45 % | ▬ 0          | 135,0 km²    | 1 763/km²              | 51°29′ s. š., 11°58′ v. d.       |
| 32          | Magdeburg             | Sasko-Anhaltsko                   | 236 188    | 235 723    | +0,20 % | ▬ 0          | 201,0 km²    | 1 175/km²              | 52°8′ s. š., 11°37′ v. d.        |
| 33          | Freiburg im Breisgau  | Bádensko-Württembersko            | 231 848    | 226 393    | +2,41 % | ▬ 0          | 153,1 km²    | 1 514/km²              | 47°59′ s. š., 7°51′ v. d.        |
| 34          | Krefeld               | Severní Porýní-Vestfálsko         | 227 050    | 225 144    | +0,85 % | ▬ 0          | 153,1 km²    | 1 514/km²              | 47°59′ s. š., 7°51′ v. d.        |
| 35          | Mainz                 | Porýní-Falc                       | 217 556    | 209 779    | +3,71 % | ▲ 3          | 97,7 km²     | 2 226/km²              | 50° s. š., 8°16′ v. d.           |
| 36          | Lübeck                | Šlesvicko-Holštýnsko              | 216 277    | 216 253    | +0,01 % | ▼ 1          | 214,1 km²    | 1 010/km²              | 53°52′ s. š., 10°41′ v. d.       |
| 37          | Erfurt                | Durynsko                          | 213 227    | 210 118    | +1,48 % | ▬ 0          | 269,2 km²    | 792/km²                | 50°59′ s. š., 11°2′ v. d.        |
| 38          | Oberhausen            | Severní Porýní-Vestfálsko         | 208 752    | 210 934    | -1,03 % | ▼ 2          | 77,0 km²     | 2 710/km²              | 51°28′ s. š., 6°51′ v. d.        |
| 39          | Rostock               | Meklenbursko-Přední Pomořansko    | 208 400    | 206 011    | +1,16 % | ▬ 0          | 181,4 km²    | 1 149/km²              | 54°5′ s. š., 12°8′ v. d.         |
| 40          | Kassel                | Hesensko                          | 200 406    | 197 984    | +1,22 % | ▬ 0          | 107,0 km²    | 1 873/km²              | 51°19′ s. š., 9°30′ v. d.        |
| 41          | Hagen                 | Severní Porýní-Vestfálsko         | 188 713    | 189 044    | -0,18 % | ▬ 0          | 160,4 km²    | 1 177/km²              | 51°22′ s. š., 7°29′ v. d.        |
| 42          | Postupim              | Braniborsko                       | 183 154    | 167 745    | +9,19 % | ▲ 3          | 187,3 km²    | 978/km²                | 52°24′ s. š., 13°4′ v. d.        |
| 43          | Saarbrücken           | Sársko                            | 179 634    | 178 151    | +0,83 % | ▬ 0          | 167,1 km²    | 1 075/km²              | 49°14′ s. š., 7° v. d.           |
| 44          | Hamm                  | Severní Porýní-Vestfálsko         | 179 238    | 179 397    | -0,09 % | ▼ 2          | 226,3 km²    | 792/km²                | 51°41′ s. š., 7°49′ v. d.        |
| 45          | Ludwigshafen am Rhein | Porýní-Falc                       | 172 145    | 164 718    | +4,51 % | ▲ 1          | 77,7 km²     | 2 216/km²              | 49°29′ s. š., 8°26′ v. d.        |
| 46          | Mülheim an der Ruhr   | Severní Porýní-Vestfálsko         | 170 739    | 169,278    | +0,86 % | ▼ 2          | 91,3 km²     | 1 871/km²              | 51°26′ s. š., 6°53′ v. d.        |
| 47          | Oldenburg             | Dolní Sasko                       | 170 389    | 163 830    | +4,00 % | ▬ 0          | 103,0 km²    | 1 655/km²              | 53°8′ s. š., 8°13′ v. d.         |
| 48          | Osnabrück             | Dolní Sasko                       | 165 034    | 162 403    | +1,62 % | ▲ 1          | 119,8 km²    | 1 378/km²              | 52°17′ s. š., 8°3′ v. d.         |
| 49          | Leverkusen            | Severní Porýní-Vestfálsko         | 163 851    | 163 487    | +0,22 % | ▼ 1          | 78,9 km²     | 2 078/km²              | 51°2′ s. š., 6°59′ v. d.         |
| 50          | Darmstadt             | Hesensko                          | 159 631    | 155 353    | +2,75 % | ▲ 4          | 122,2 km²    | 1 306/km²              | 49°52′ s. š., 8°39′ v. d.        |
| 51          | Heidelberg            | Bádensko-Württembersko            | 159 245    | 156 267    | +1,91 % | ▬ 0          | 108,8 km²    | 1 463/km²              | 49°25′ s. š., 8°43′ v. d.        |
| 52          | Solingen              | Severní Porýní-Vestfálsko         | 158 957    | 158 726    | +0,15 % | ▼ 2          | 89,5 km²     | 1 777/km²              | 51°10′ s. š., 7°5′ v. d.         |
| 53          | Herne                 | Severní Porýní-Vestfálsko         | 156 621    | 155 851    | +0,49 % | ▼ 1          | 51,4 km²     | 3 047/km²              | 51°33′ s. š., 7°13′ v. d.        |
| 54          | Řezno                 | Bavorsko                          | 153 542    | 145 465    | +5,55 % | ▲ 2          | 80,8 km²     | 1 901/km²              | 49°1′ s. š., 12°5′ v. d.         |
| 55          | Neuss                 | Severní Porýní-Vestfálsko         | 152 731    | 155 414    | -1,73 % | ▲ 2          | 99,5 km²     | 1 535/km²              | 51°12′ s. š., 6°42′ v. d.        |
| 56          | Paderborn             | Severní Porýní-Vestfálsko         | 152 531    | 148 126    | +2,97 % | ▼ 1          | 179,4 km²    | 850/km²                | 51°43′ s. š., 8°46′ v. d.        |
| 57          | Ingolstadt            | Bavorsko                          | 138 016    | 132 438    | +4,21 % | ▬ 0          | 133,4 km²    | 1 035/km²              | 48°46′ s. š., 11°26′ v. d.       |
| 58          | Offenbach am Main     | Hesensko                          | 131 295    | 123 734    | +6,11 % | ▲ 3          | 44,9 km²     | 2 924/km²              | 50°6′ s. š., 8°48′ v. d.         |
| 59          | Fürth                 | Bavorsko                          | 129 122    | 124 171    | +3,99 % | ▬ 0          | 63,4 km²     | 2 038/km²              | 49°28′ s. š., 11° v. d.          |
| 60          | Ulm                   | Bádensko-Württembersko            | 126 949    | 122 636    | +3,52 % | ▲ 2          | 118,7 km²    | 1 070/km²              | 48°24′ s. š., 9°59′ v. d.        |
| 61          | Würzburg              | Bavorsko                          | 126 933    | 124 873    | +1,65 % | ▼ 3          | 87,6 km²     | 1 449/km²              | 49°47′ s. š., 9°56′ v. d.        |
| 62          | Heilbronn             | Bádensko-Württembersko            | 125 613    | 122 567    | +2,49 % | ▲ 1          | 99,9 km²     | 1 258/km²              | 49°9′ s. š., 9°13′ v. d.         |
| 63          | Pforzheim             | Bádensko-Württembersko            | 125 529    | 122 247    | +2,68 % | ▲ 1          | 98,0 km²     | 1 281/km²              | 48°54′ s. š., 8°43′ v. d.        |
| 64          | Wolfsburg             | Dolní Sasko                       | 123 949    | 124 045    | -0,08 % | ▼ 4          | 204,0 km²    | 608/km²                | 52°25′23″ s. š., 10°47′14″ v. d. |
| 65          | Bottrop               | Severní Porýní-Vestfálsko         | 117 311    | 117 143    | +0,14 % | ▲ 1          | 100,7 km²    | 1 165/km²              | 51°31′29″ s. š., 6°55′22″ v. d.  |
| 66          | Göttingen             | Dolní Sasko                       | 116 557    | 118 914    | -1,98 % | ▼ 1          | 116,9 km²    | 997/km²                | 51°32′ s. š., 9°56′ v. d.        |
| 67          | Reutlingen            | Bádensko-Württembersko            | 116 456    | 114 310    | +1,88 % | ▲ 2          | 87,1 km²     | 1 338/km²              | 48°29′ s. š., 9°13′ v. d.        |
| 68          | Koblenz               | Porýní-Falc                       | 113 638    | 112 586    | +0,93 % | ▲ 3          | 105,0 km²    | 1 082/km²              | 50°21′35″ s. š., 7°35′52″ v. d.  |
| 69          | Erlangen              | Bavorsko                          | 113 292    | 108 336    | +4,57   | ▲ 6          | 77,0 km²     | 1 472/km²              | 49°35′ s. š., 11°1′ v. d.        |
| 70          | Bremerhaven           | Svobodné hanzovní město Brémy     | 113 173    | 114 025    | -0,75 % | ▬ 0          | 93,8 km²     | 1 206/km²              | 53°33′ s. š., 8°35′ v. d.        |
| 71          | Remscheid             | Severní Porýní-Vestfálsko         | 111 770    | 109 499    | +2,07 % | ▲ 3          | 74,6 km²     | 1 498/km²              | 51°11′ s. š., 7°12′ v. d.        |
| 72          | Bergisch Gladbach     | Severní Porýní-Vestfálsko         | 111 645    | 111 366    | +0,25 % | ▬ 0          | 83,1 km²     | 1 343/km²              | 51° s. š., 7°7′ v. d.            |
| 73          | Recklinghausen        | Severní Porýní-Vestfálsko         | 110 714    | 114 330    | -3,16 % | ▼ 5          | 66,4 km²     | 1 667/km²              | 51°35′6″ s. š., 7°9′43″ v. d.    |
| 74          | Trier                 | Porýní-Falc                       | 110 570    | 114 914    | -3,78 % | ▼ 7          | 117,1 km²    | 945/km²                | 49°45′ s. š., 6°38′ v. d.        |
| 75          | Jena                  | Durynsko                          | 110 502    | 109 527    | +0,89 % | ▼ 2          | 114,8 km²    | 963/km²                | 50°55′38″ s. š., 11°35′10″ v. d. |
| 76          | Moers                 | Severní Porýní-Vestfálsko         | 103 725    | 104 529    | -0,77 % | ▬ 0          | 67,7 km²     | 1 533/km²              | 51°27′33″ s. š., 6°37′11″ v. d.  |
| 77          | Salzgitter            | Dolní Sasko                       | 103 694    | 101 079    | +2,59 % | ▲ 2          | 223,9 km²    | 463/km²                | 52°9′ s. š., 10°20′ v. d.        |
| 78          | Siegen                | Severní Porýní-Vestfálsko         | 101 516    | 102 355    | -0,82 % | ▼ 1          | 114,7 km²    | 885/km²                | 50°53′ s. š., 8°1′ v. d.         |
| 79          | Gütersloh             | Severní Porýní-Vestfálsko         | 101 158    | 97 586     | +3,66 % | ▲ 3          | 112,0 km²    | 896/km²                | 51°54′ s. š., 8°23′ v. d.        |
| 80          | Hildesheim            | Dolní Sasko                       | 100 319    | 101 667    | -1,33 % | ▼ 2          | 92,2 km²     | 1 088/km²              | 52°9′ s. š., 9°57′ v. d.         |

## Galerie

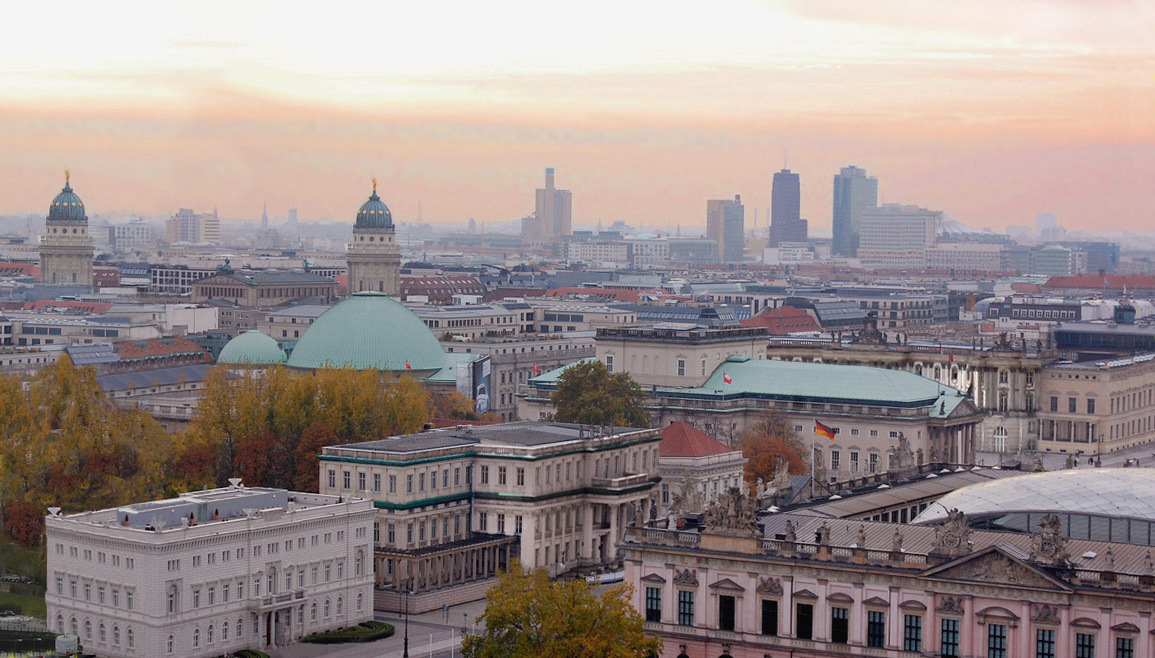
1. Berlín
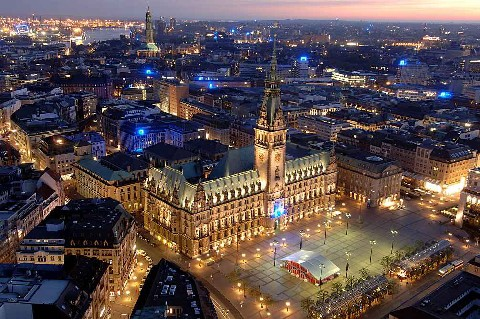
2. Hamburk
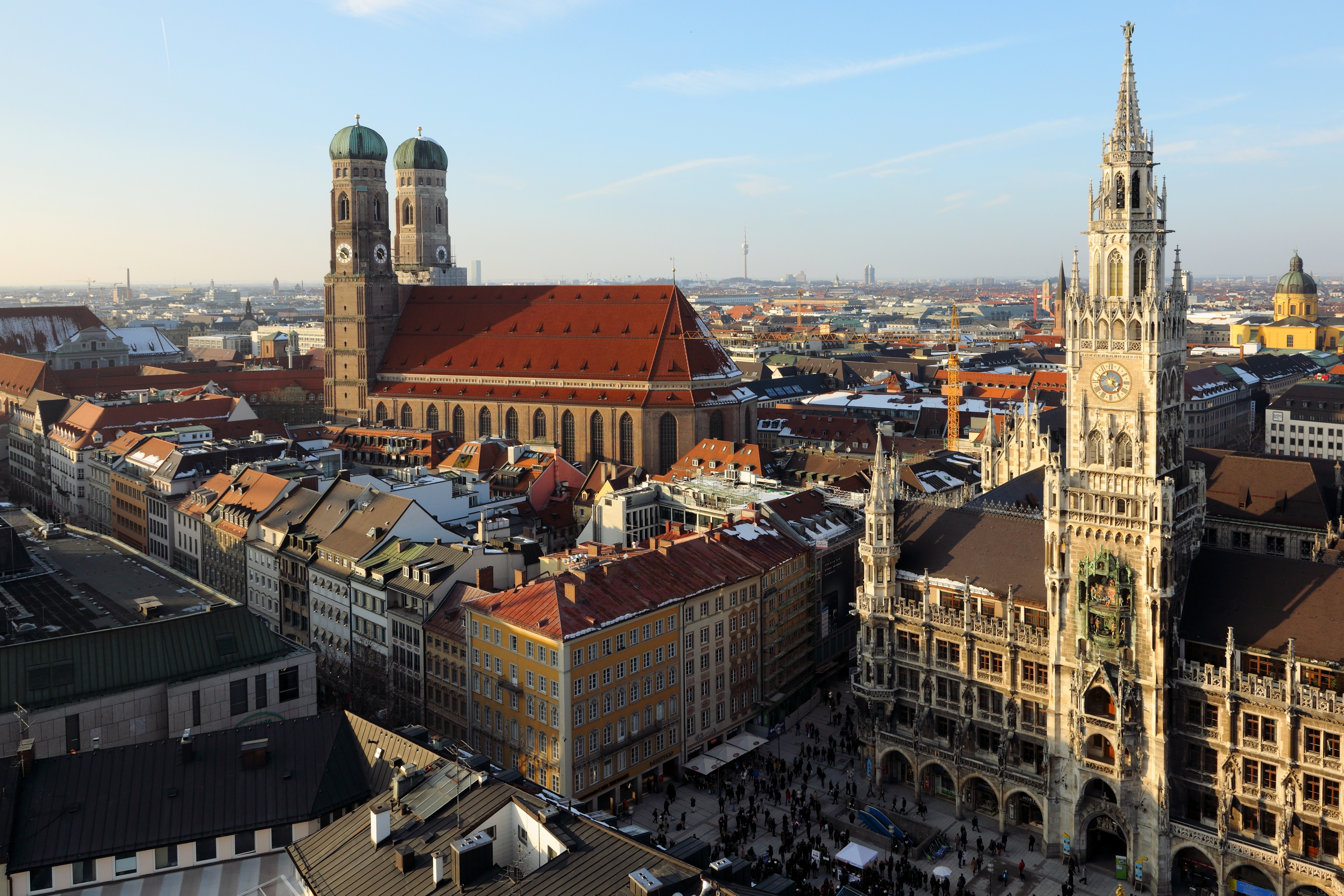
3. Mnichov
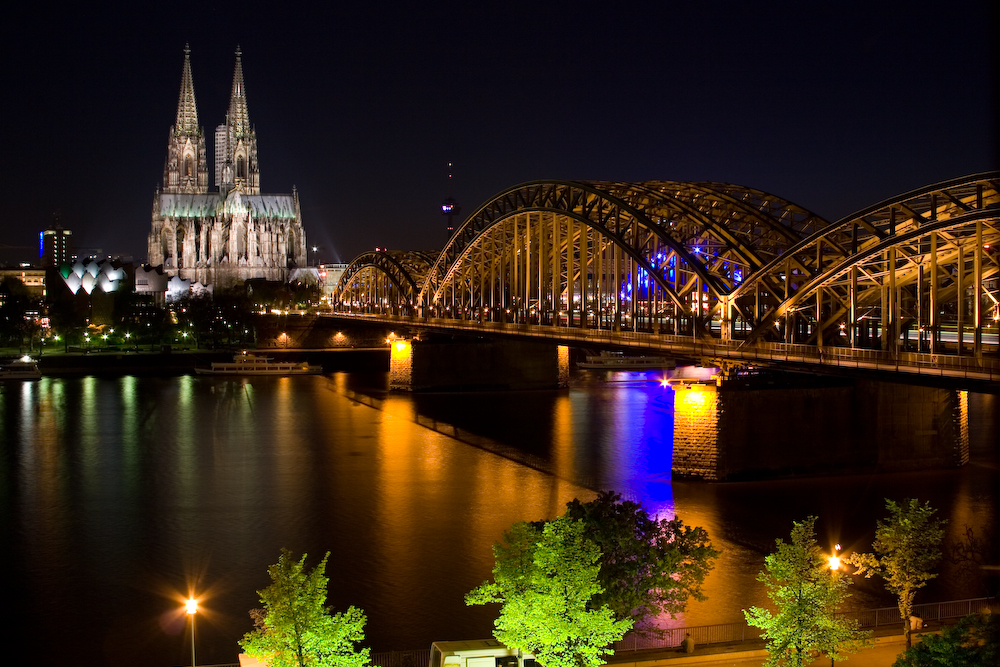
4. Kolín nad Rýnem
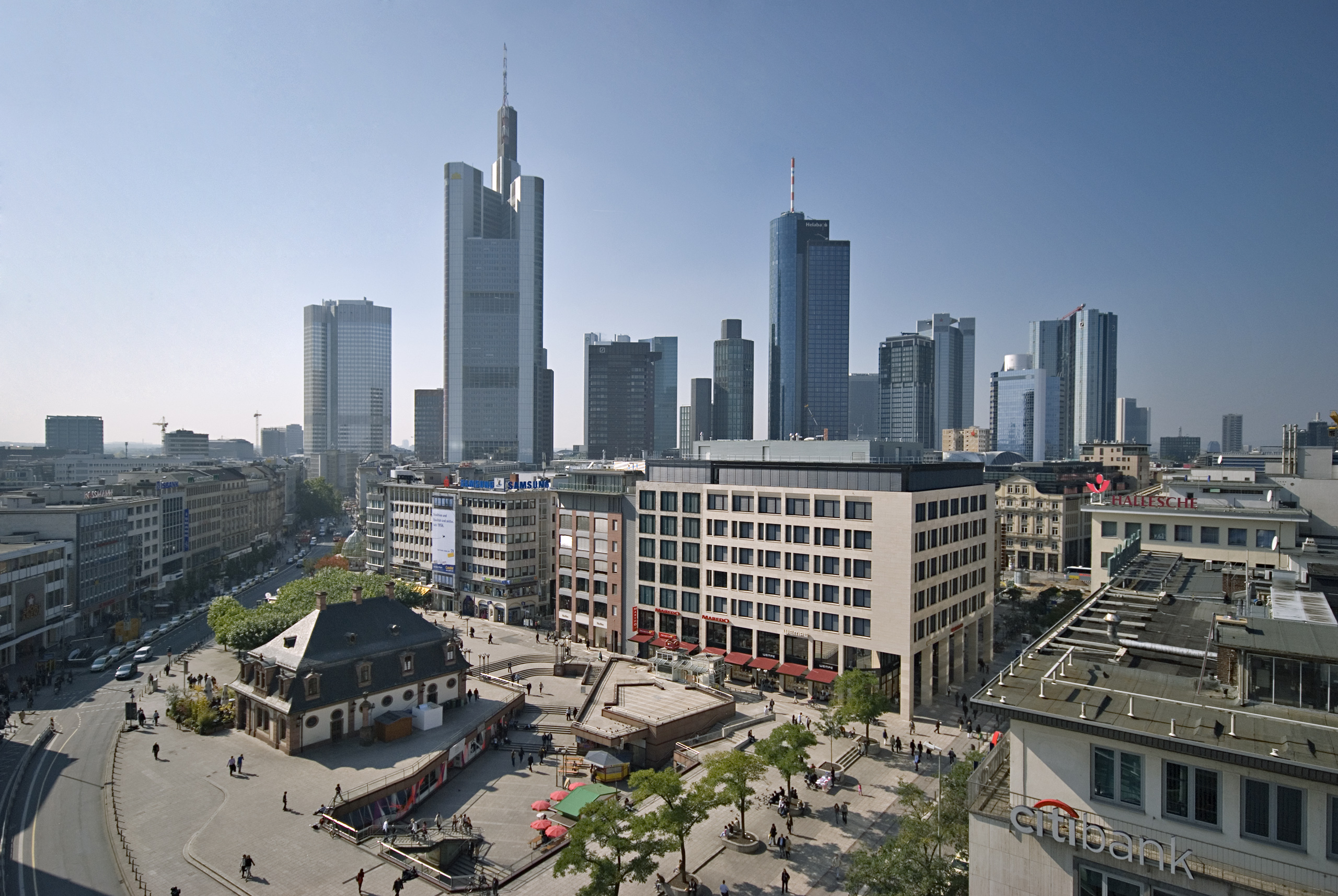
5. Frankfurt nad Mohanem
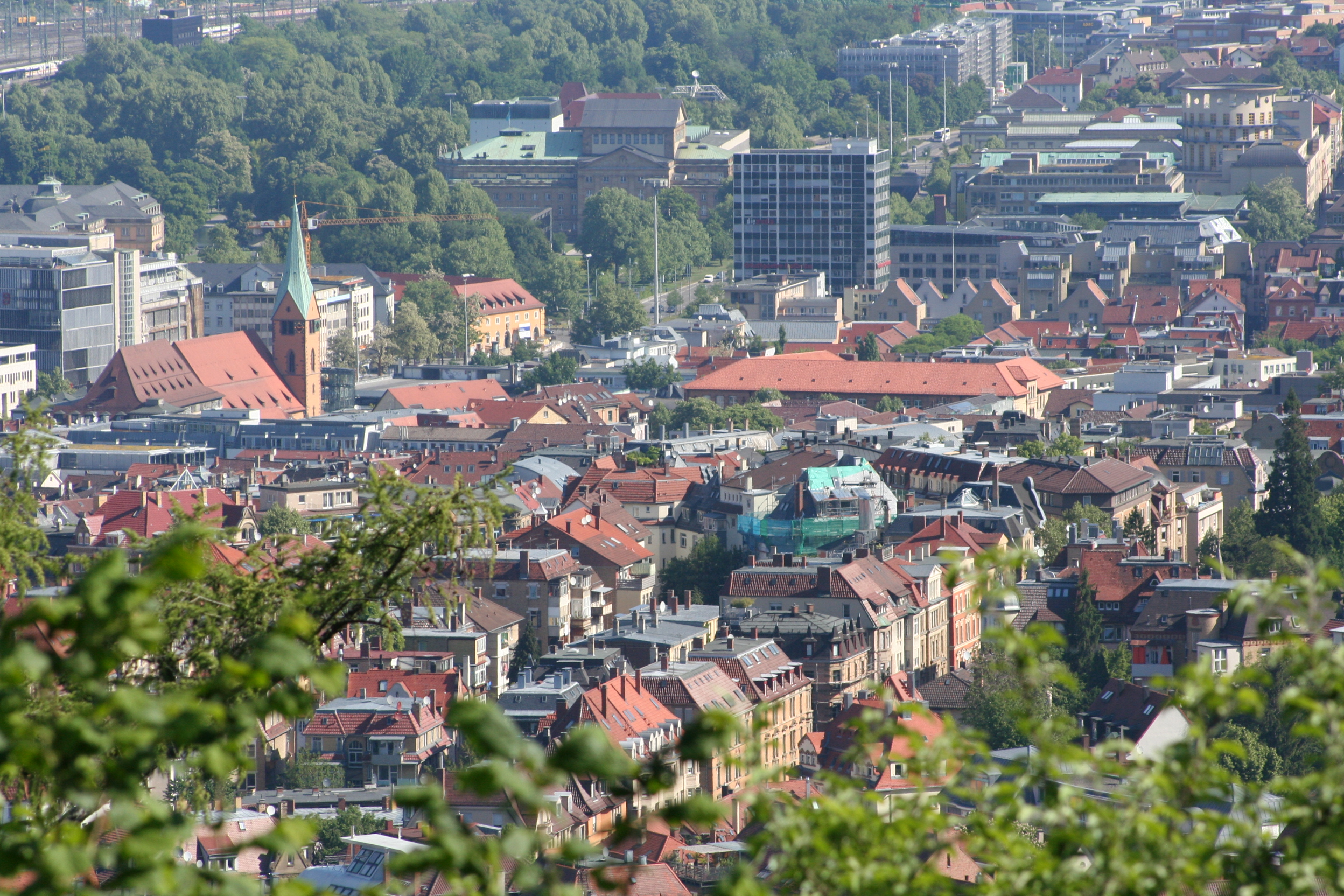
6. Stuttgart
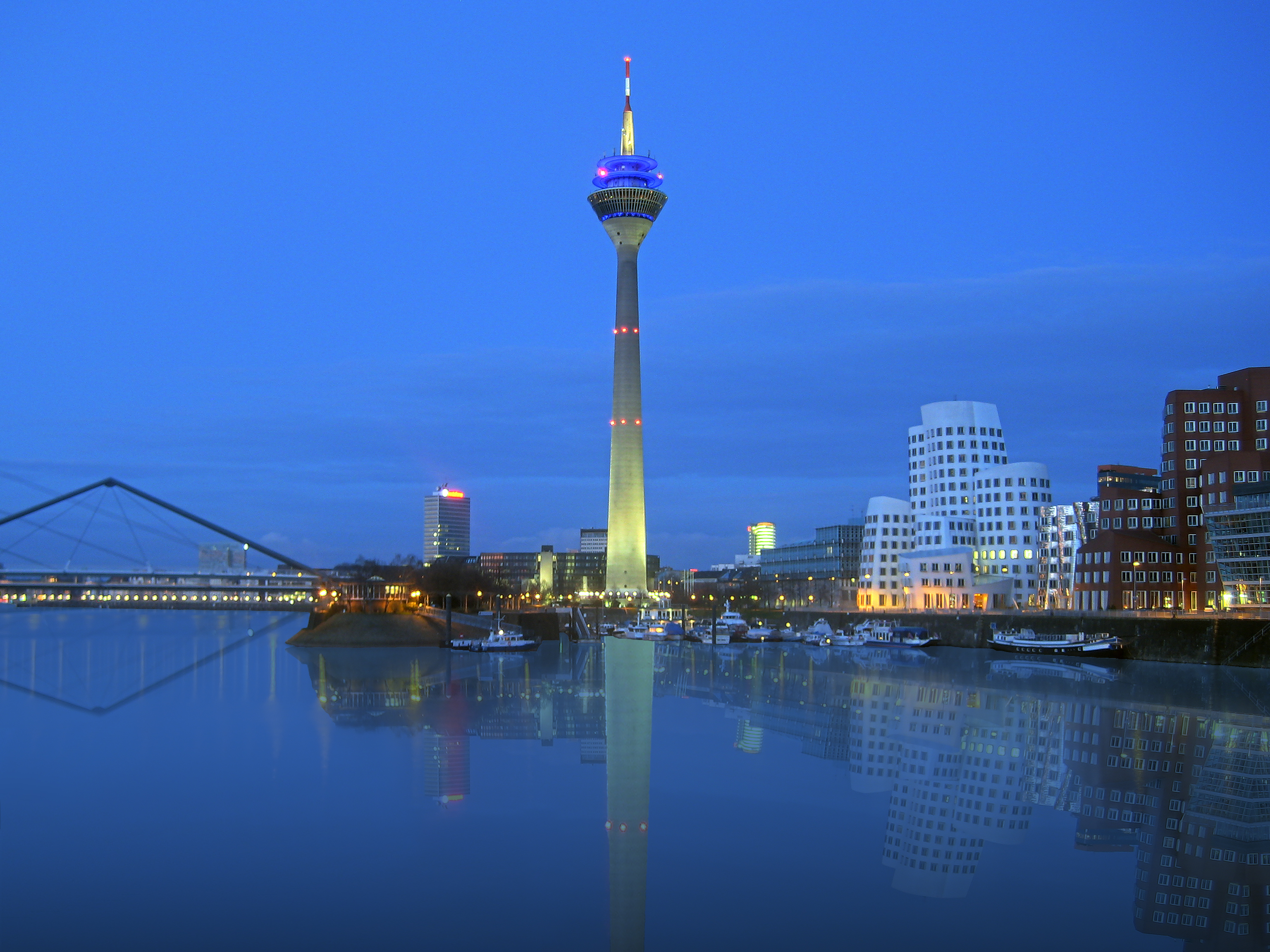
7. Düsseldorf
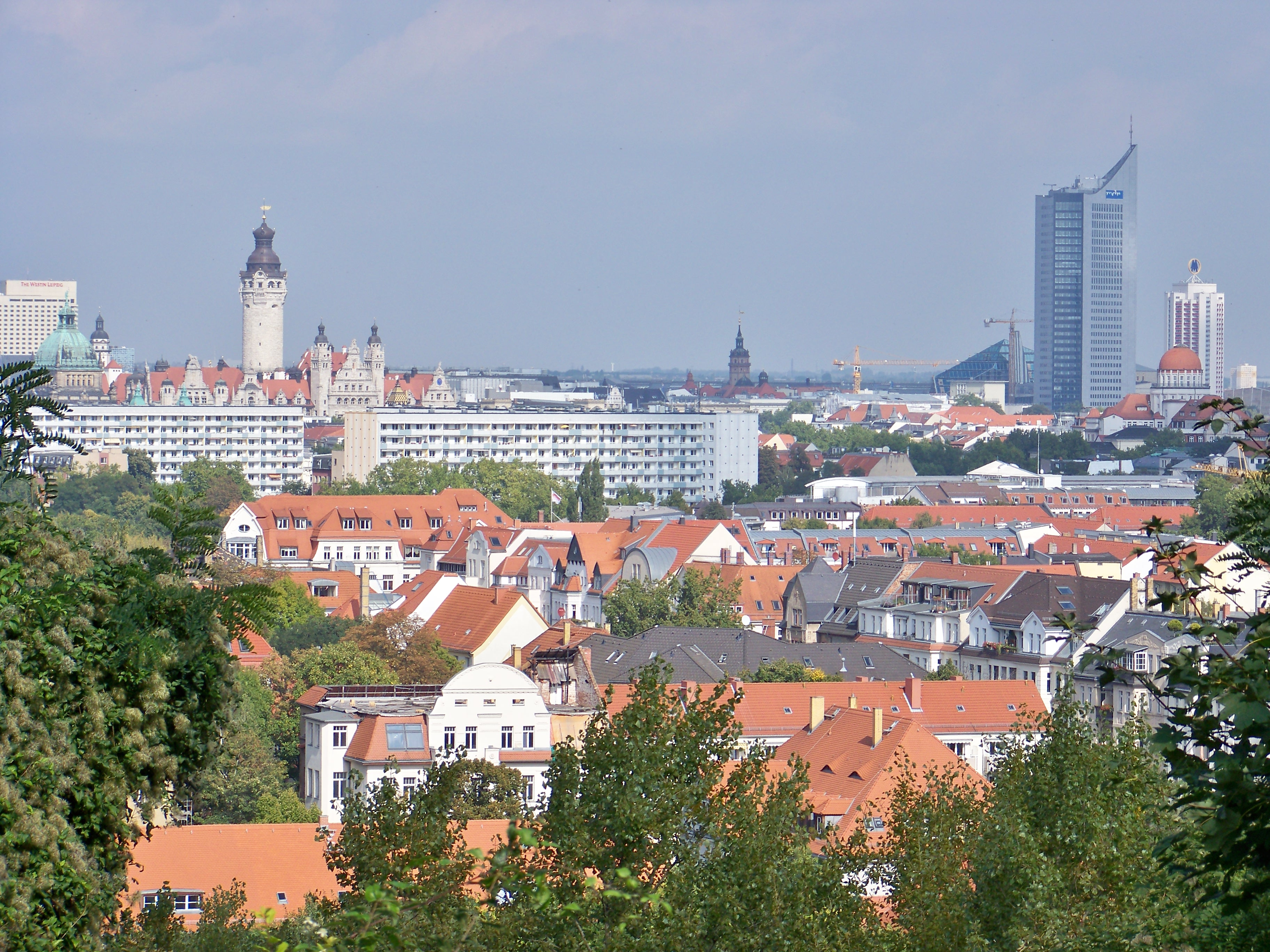
8. Lipsko
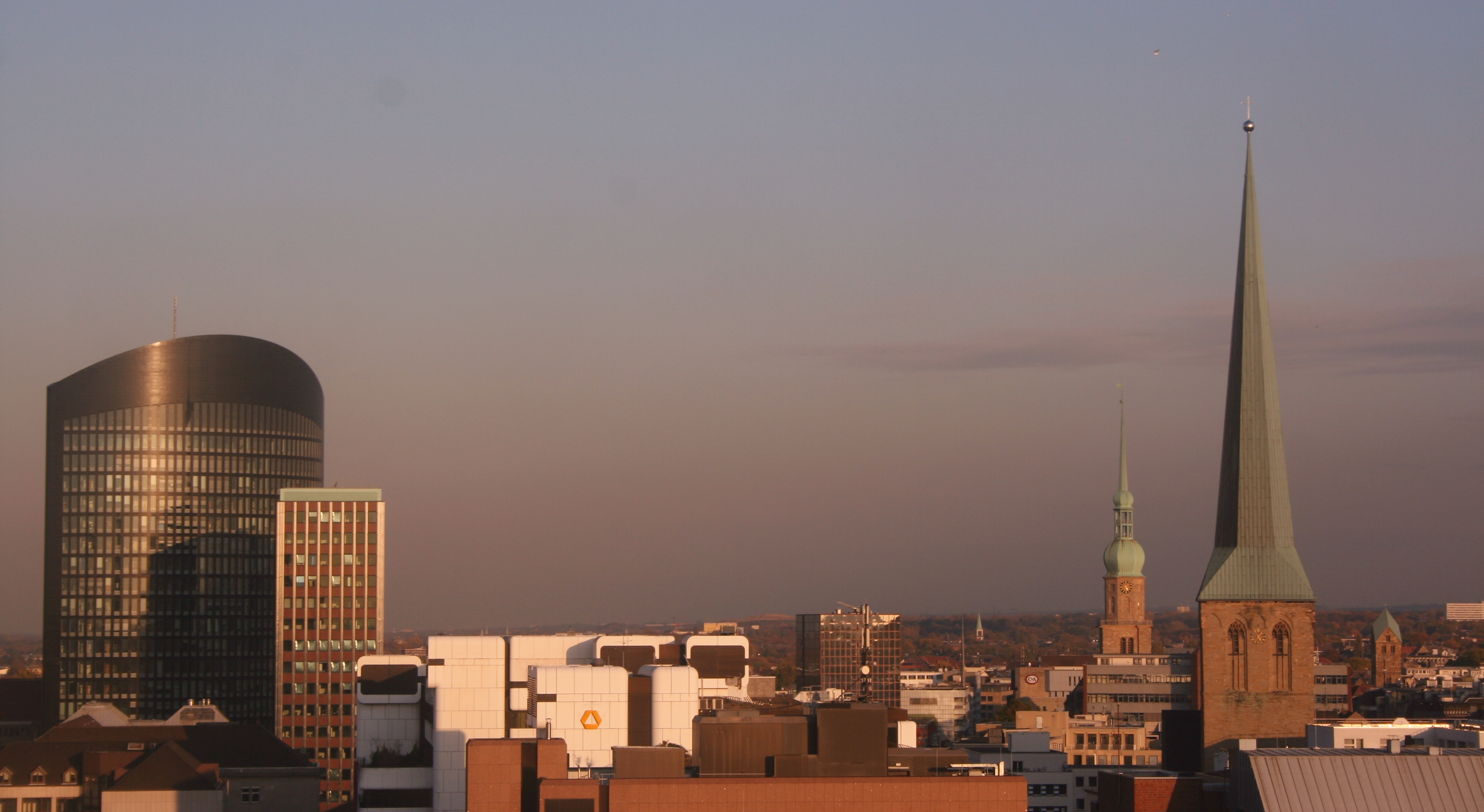
9. Dortmund
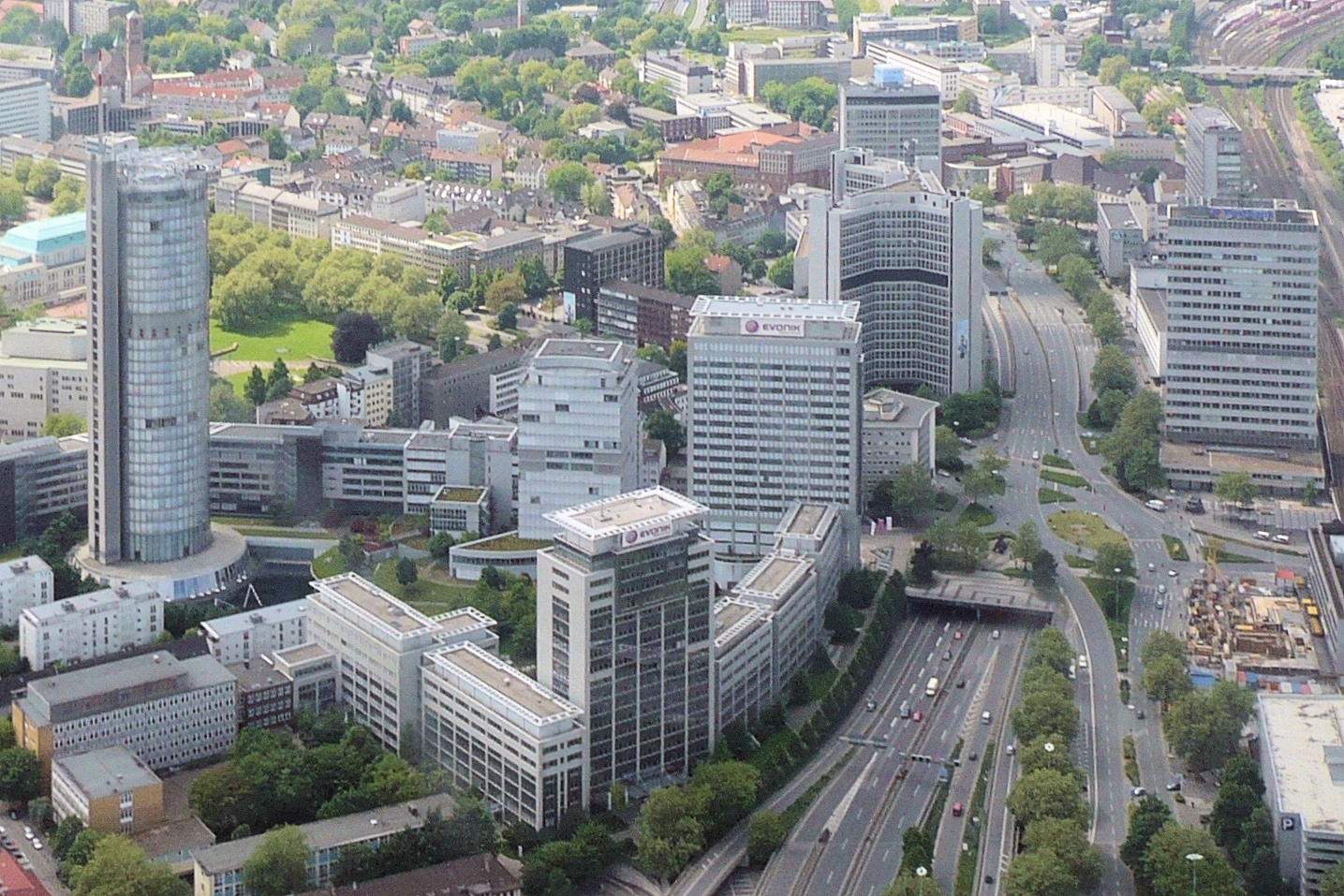
10. Essen
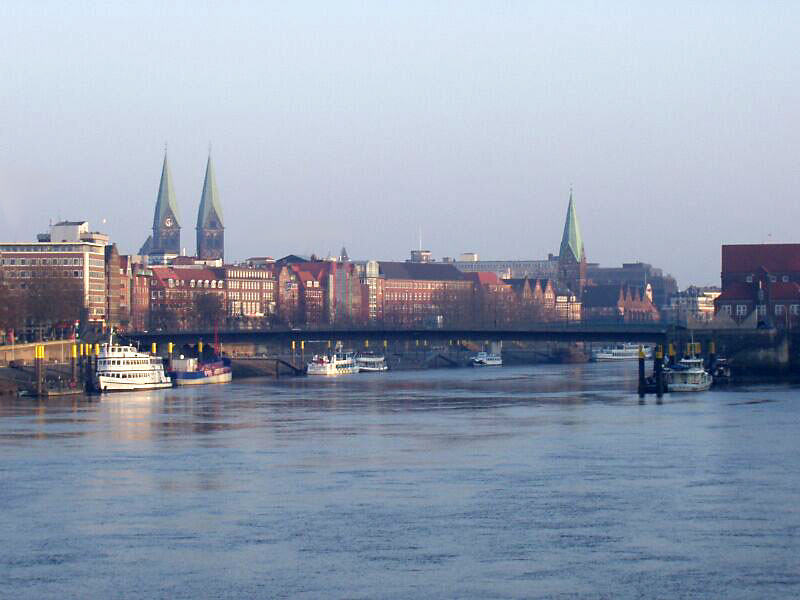
11. Brémy
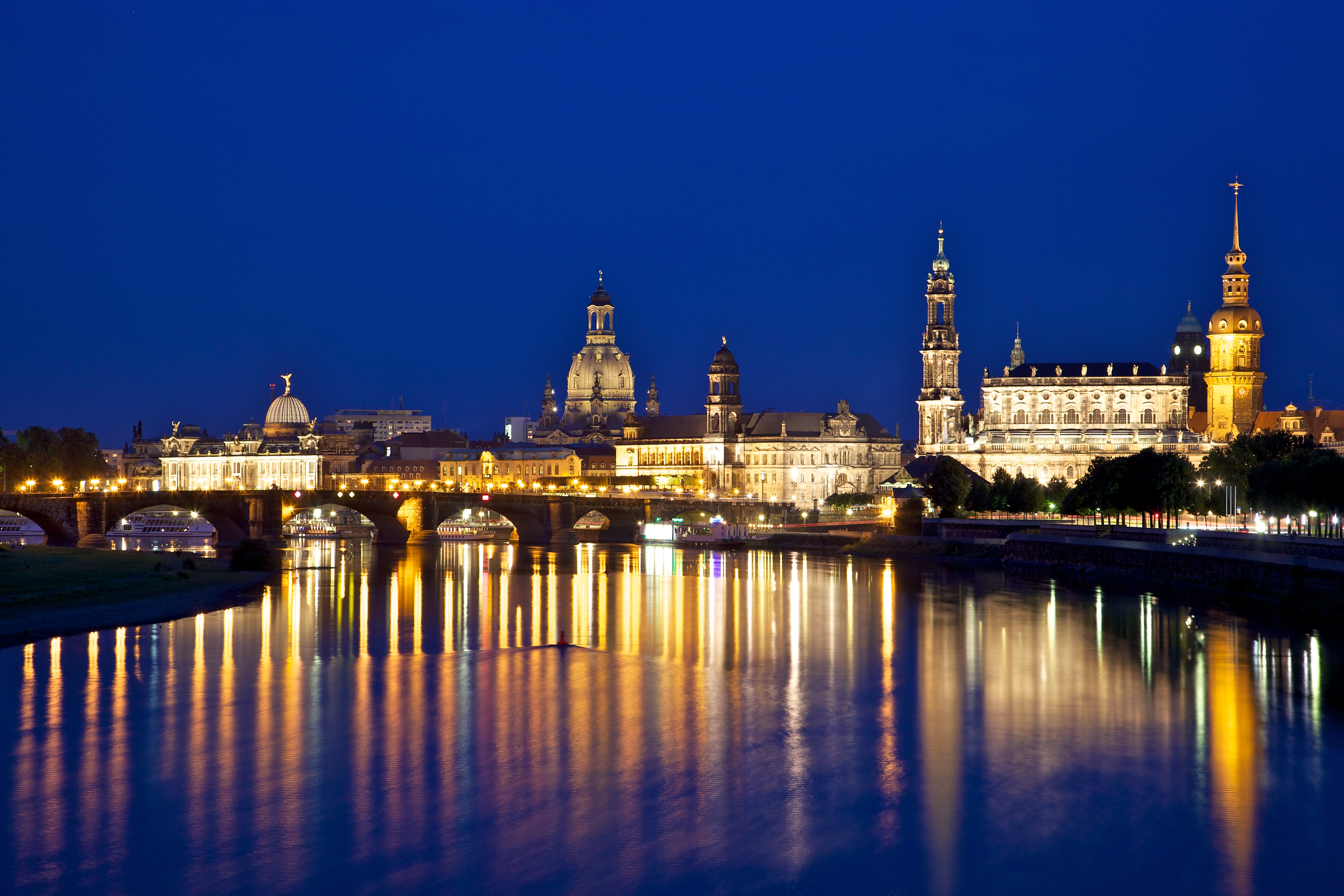
12. Drážďany
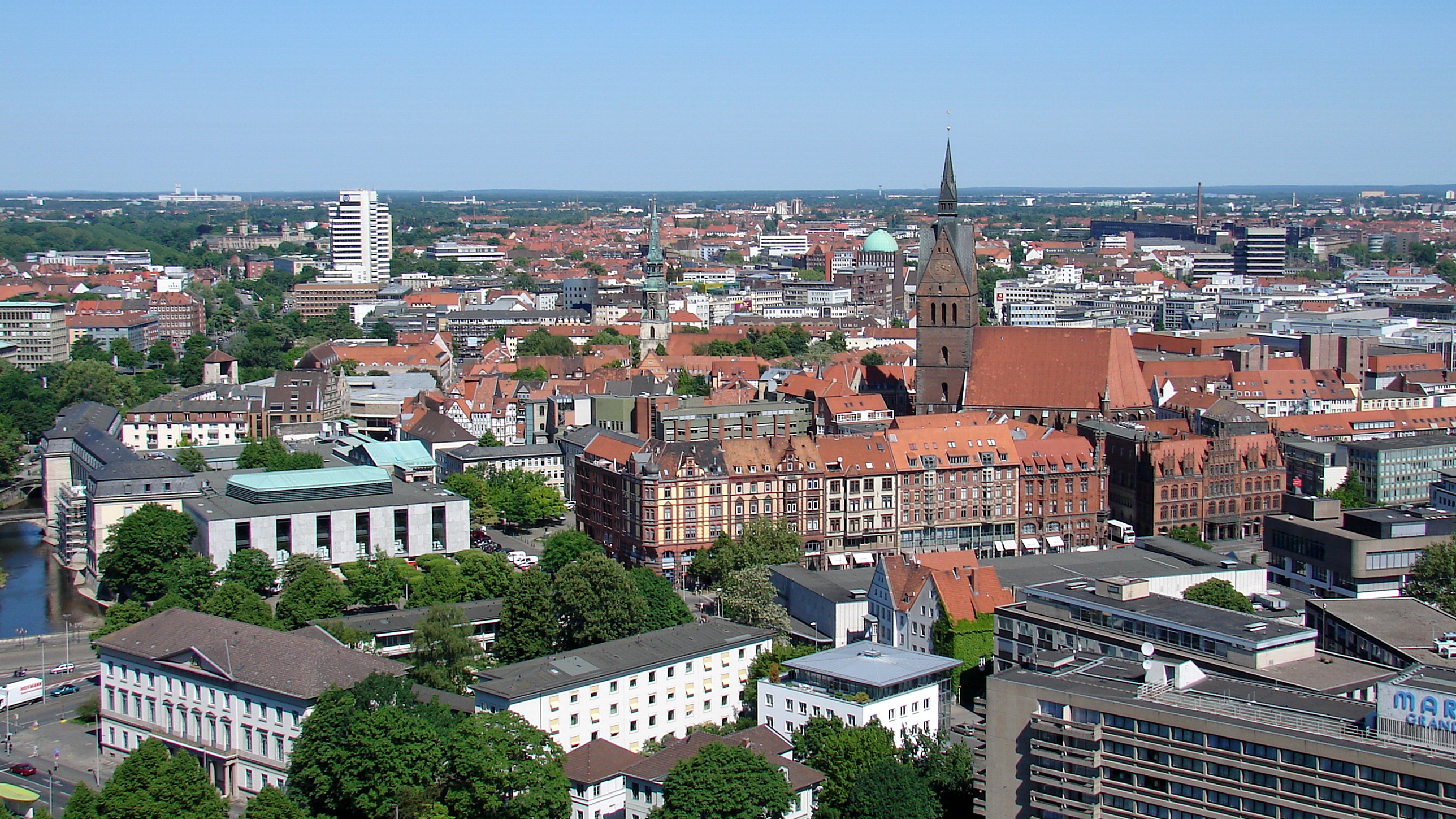
13. Hannover
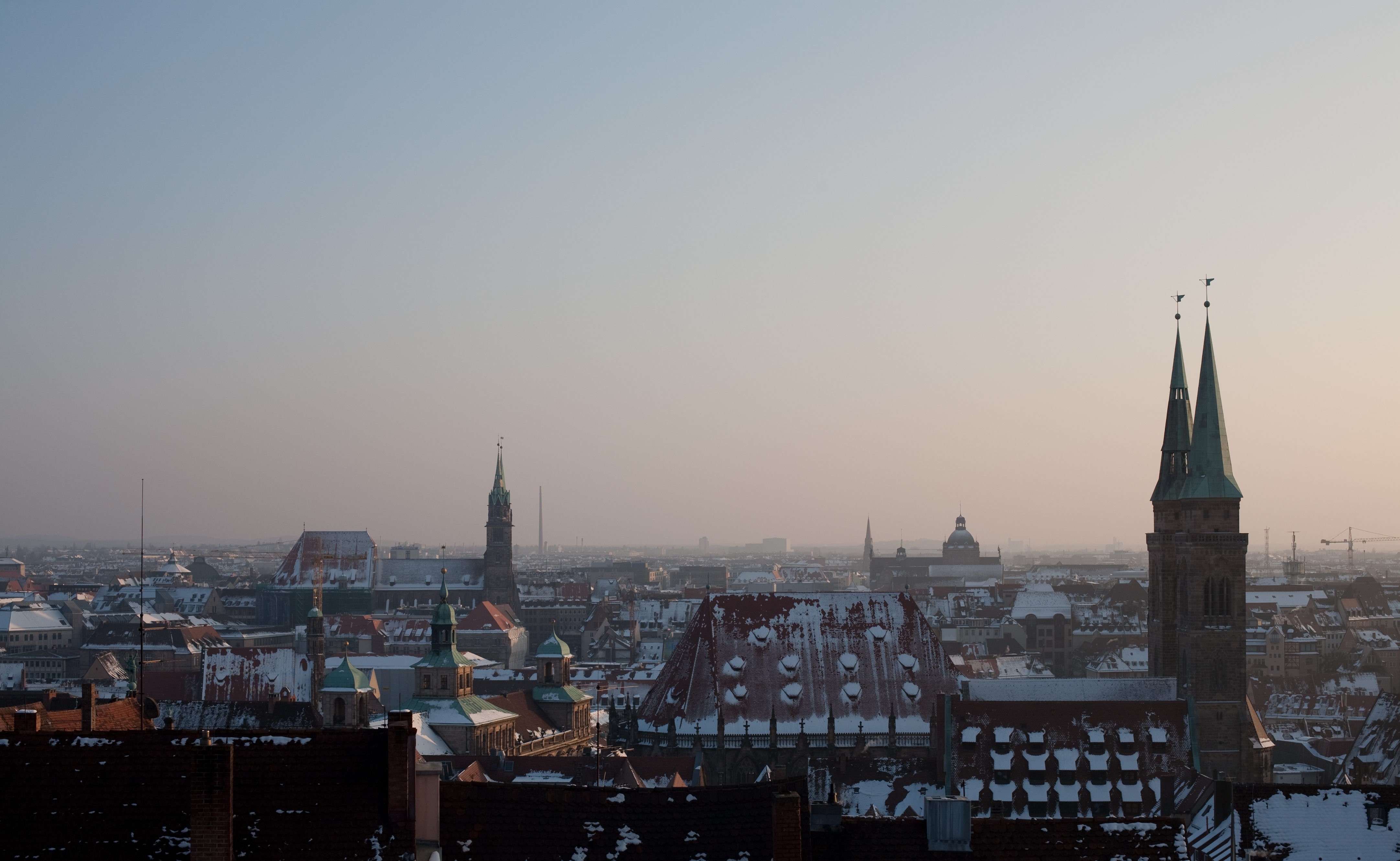
14. Norimberk
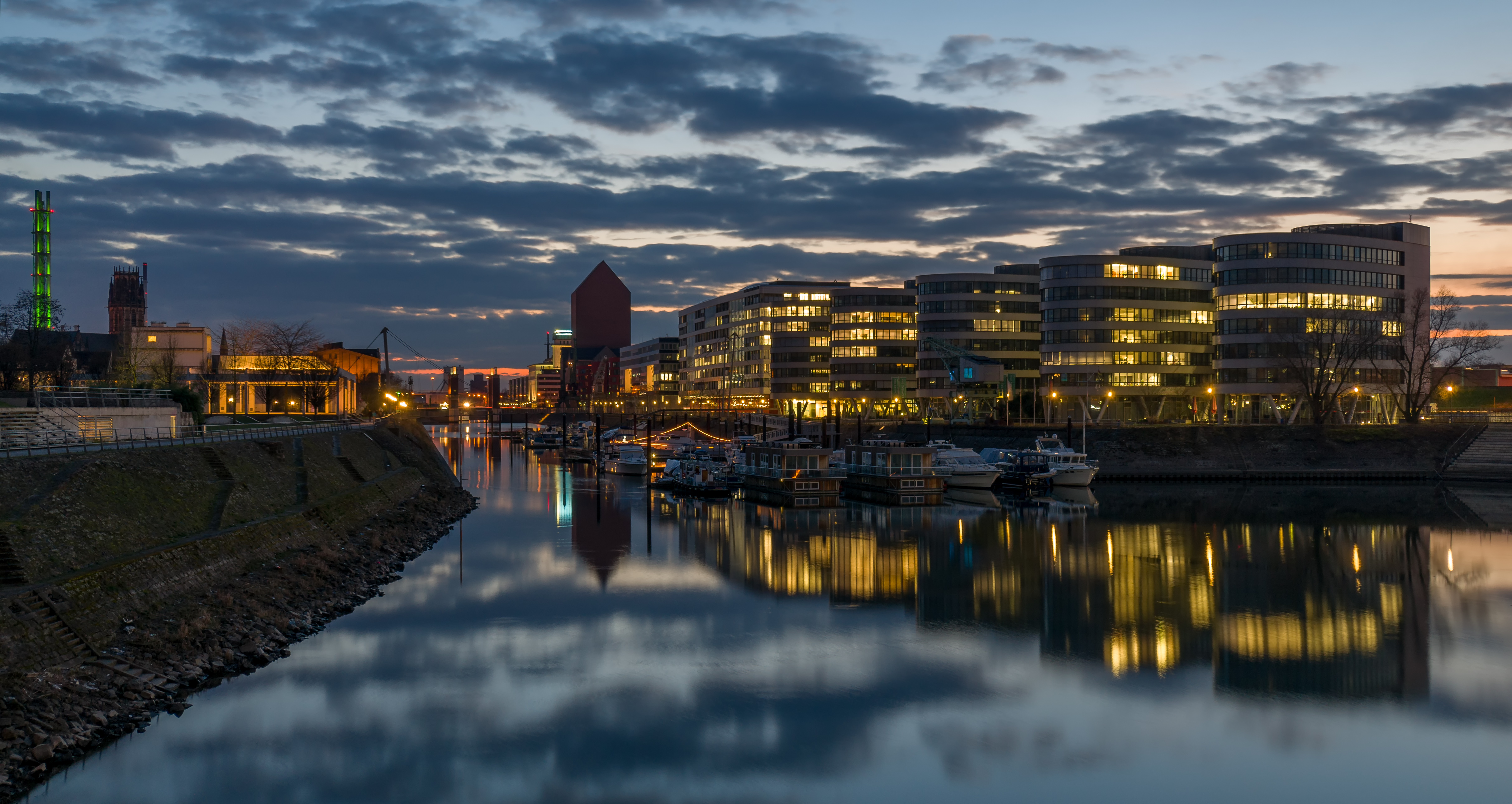
15. Duisburg